# Římskokatolická farnost Roubanina
Římskokatolická farnost Roubanina je územní společenství římských katolíků v děkanátu Svitavy s farním kostelem svatého Ondřeje.

## Historie farnosti
Vznik farního kostela spadá do druhé poloviny 13. století. V letech 1923 až 1924 byla přistavěna loď a depozitář. V letech 2003–2004 zde byly odkryty a restaurovány pozůstatky vzácných freskových maleb ze 14. století. 

## Duchovní správci
V Roubanině působil vyhledávaný léčitel, jímž byl zdejší farář, konsistorní rada Josef Bečica, který získal své znalosti za misijního pobytu v Indii. Administrátorem excurrendo byl do července 2015 R. D. Mgr. Aleš Vrzala, poté ho ve funkci poté vystřídal R. D. Mgr. Miroslav Hřib.

## Bohoslužby
| Kostel          | Místo     | Bohoslužba (den) | Hodina | Poznámka     |
| --------------- | --------- | ---------------- | ------ | ------------ |
| svatého Ondřeje | Roubanina | neděle           | 10.00  | Farní kostel |

## Aktivity farnosti
Ve farnosti se pravidelně pořádá tříkrálová sbírka. V roce 2017 se při ní v Roubanině vybralo 5 593 korun.